# Casa Fazenda Cancela
Casa sede da Fazenda Cancela é um museu e edifício histórico localizada dentro da Colônia Witmarsum, nos Campos Gerais do estado brasileiro do Paraná.

## História
Construída na primeira metade do século XX pelo senador Roberto Glaser (senador de 1937 a 1946). para ser sede da Fazenda Cancela
Após a Segunda Guerra Mundial a fazenda foi comprada pelo Menonitas brasileiros que se instalaram na região com a intenção de produzir leite pasteurizado.
A antiga sede serviu inicialmente como alojamento para as primeiras famílias que vinham para a colônia, depois foi transformada em hospital e maternidade, onde nasceu grande parte da atual geração menonita local. Depois deste hospital ser trasladado para uma construção mais nova, a sede passou então, a ser utilizada pelos professores da Escola Fritz Kliewer, e veterinários e agrônomos da Cooperativa Mista Agropecuária Witmarsum Ltda.
Em setembro de 1989 a casa foi tombada pela Secretária da Cultura do Estado do Paraná e logo após se tornou museu histórico da colônia, mantendo acervo das colônias Menonitas de Santa Catarina e da própria Witmarsum.

## Arquitetura
Construída em madeira e alvenaria, em estilo europeu-italiano, com um pavimento e sótão habitável, possui 400 m2 de área construída e mantem ornamentos em lambrequins e forte inclinação em sua cobertura.

## Colônia Menonita
A Colônia Menonita foi formada espontâneamente por reimigrantes menonitas que estavam em outras localidades de Santa Catarina e vieram para o município de Palmeira em julho de 1951. Inicialmente eram trinta e oito colonos, em 2001 já contabilizavam 1599 pessoas vivendo na colônia. A maior parte são descendentes de alemães. Os menonitas são membros de uma seita religiosa protestante do século XVI, cujos fundamentos estão no trabalho e na religião.
O centro administrativo comercial e social da colônia está localizado na sede da antiga Fazenda Cancela e os núcleos habitacionais  estão dispostos ao redor deste centro. No começo foi estruturada com sistema de vida comunitária, porém, atualmente, as  propriedades são individuais.
Sua economia baseia-se na agropecuária, sobressaindo a pecuária leiteira. Para manter a tradição, conservam um grupo folclórico, coral, biblioteca, escola de música e grupo teatral.

## Heimat Museum Witmarsum
O museu Heimat Museum Witmarsum foi fundado em quinze de setembro de 1989, na casa sede da antiga Fazenda Cancela. É um museu privado, possui acessibilidade e funciona aos sábados e domingos, durante a semana, é necessário agendamento.
Após esforços particulares da Srª Melita Kliewer, o museu é oficialmente instalado com seu acervo composto de móveis, objetos, fotos e equipamentos Colônia Witmarsum, de outras colônias do Estado de Santa Catarina, além de peças históricas trazidas pelos primeiros imigrantes menonitas vindo da Rússia.

## Galeria

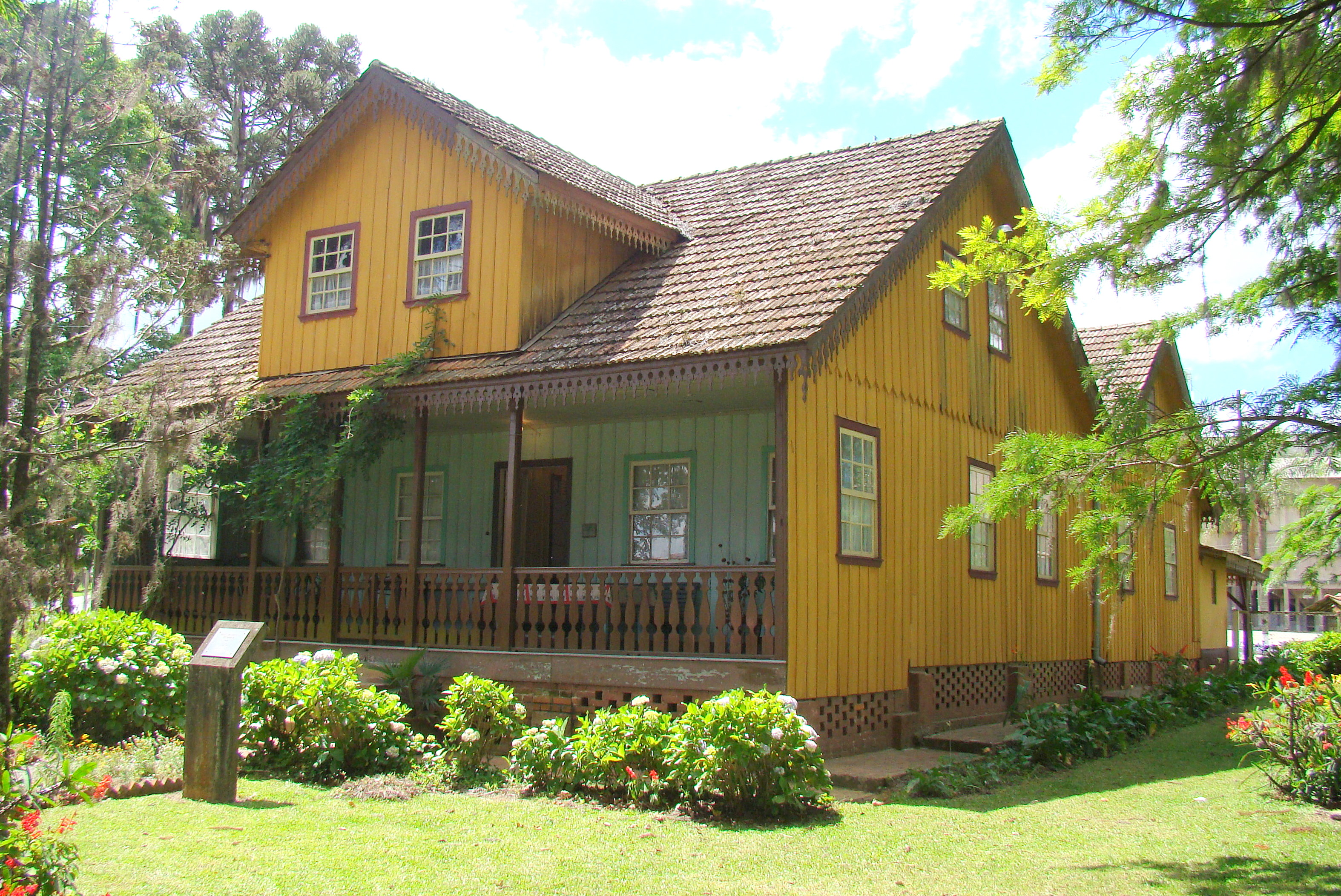
Fundos do Museu Histórico de Witmarsum.
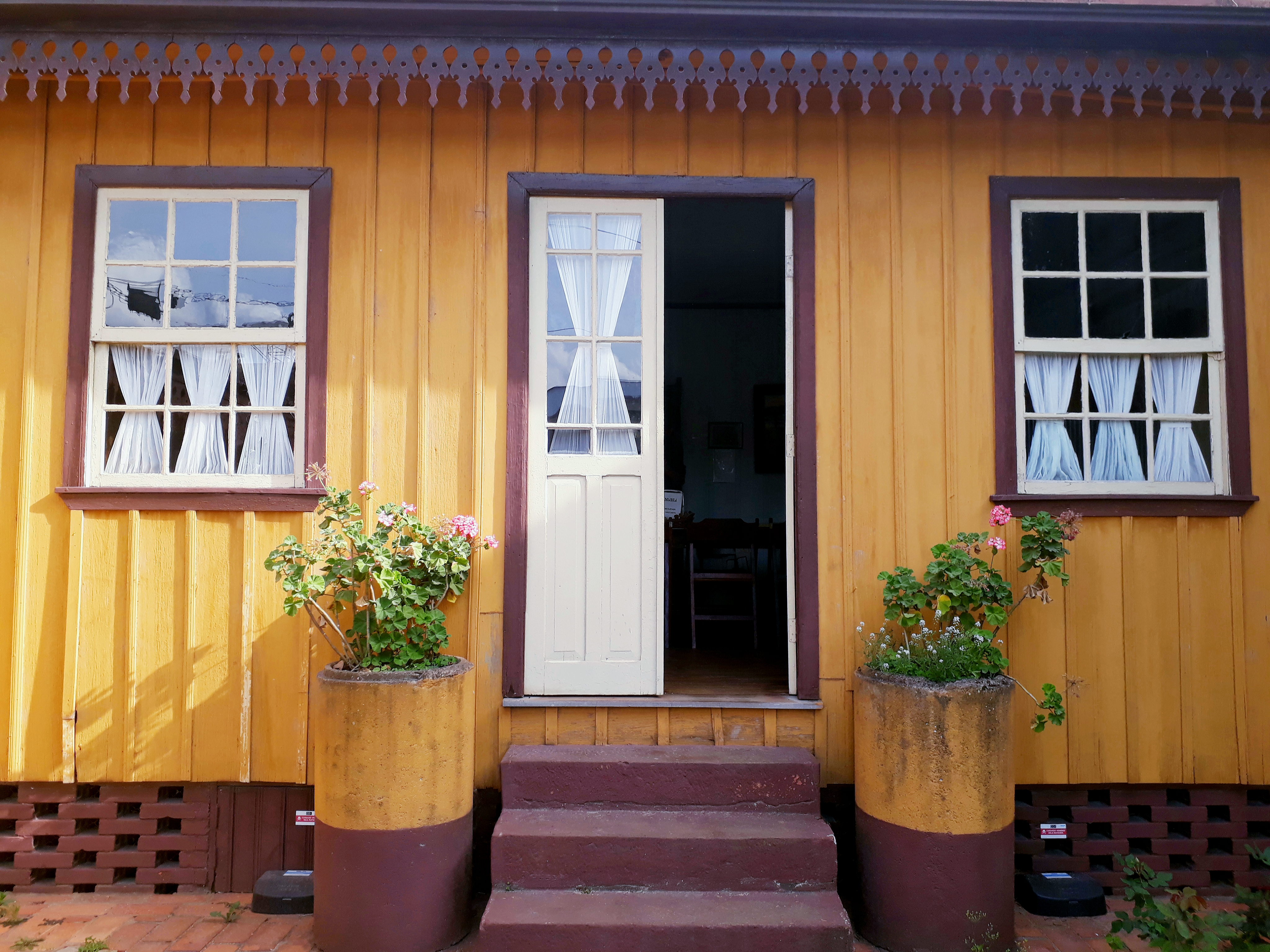
Entrada do Museu Histórico de Witmarsum.
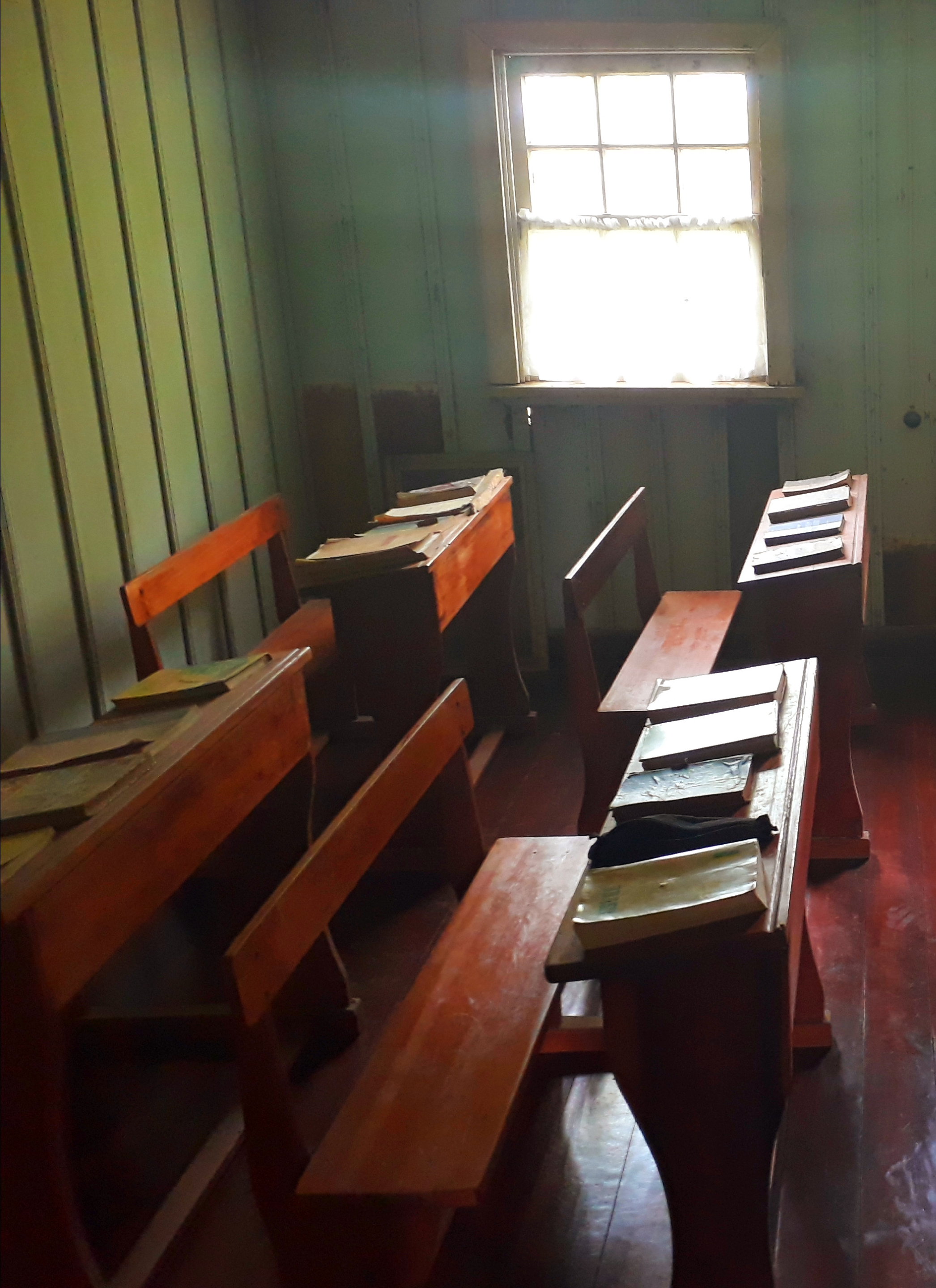
Interior do Museu Histórico de Witmarsum.
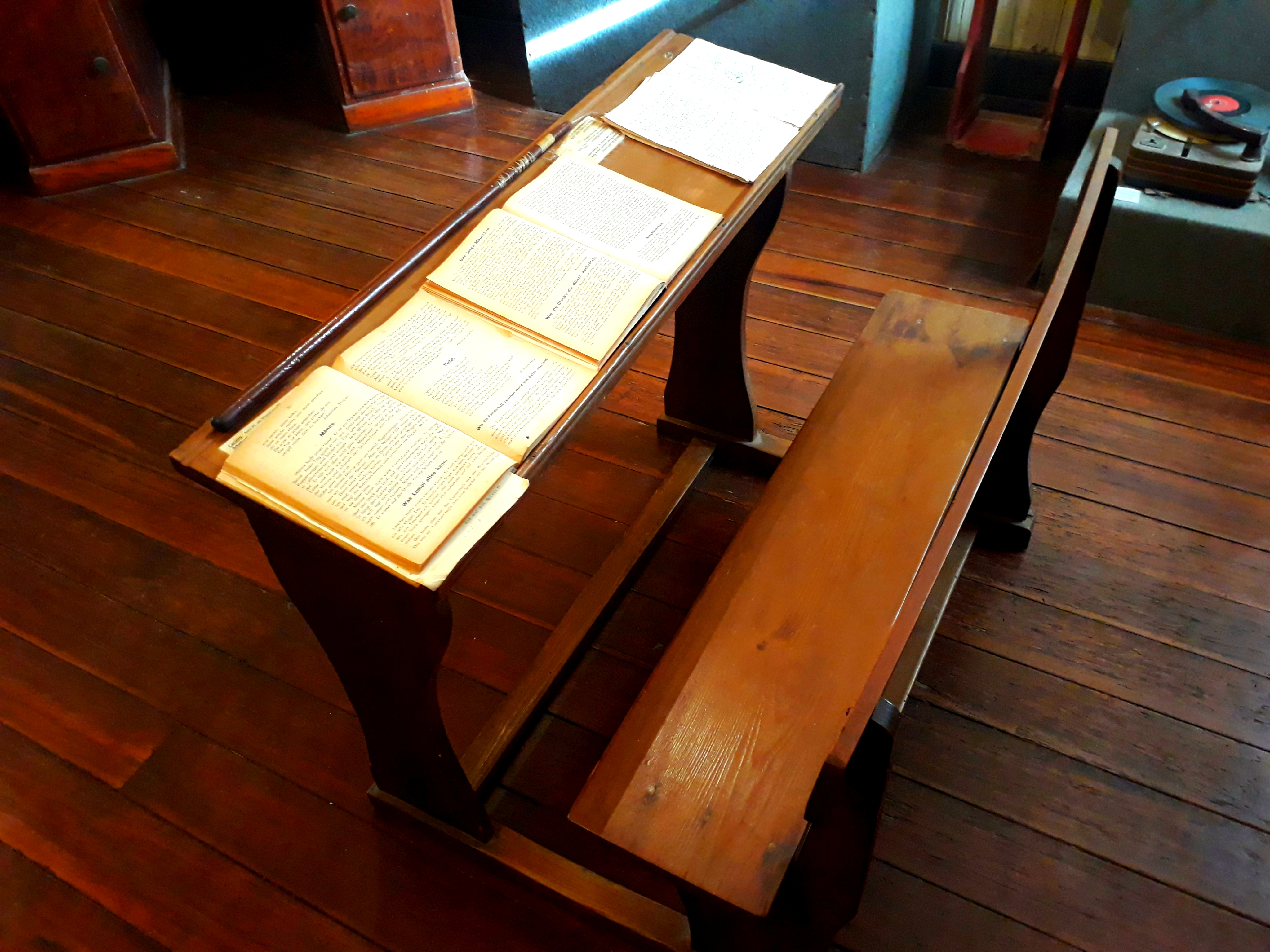
Interior do Museu Histórico de Witmarsum.
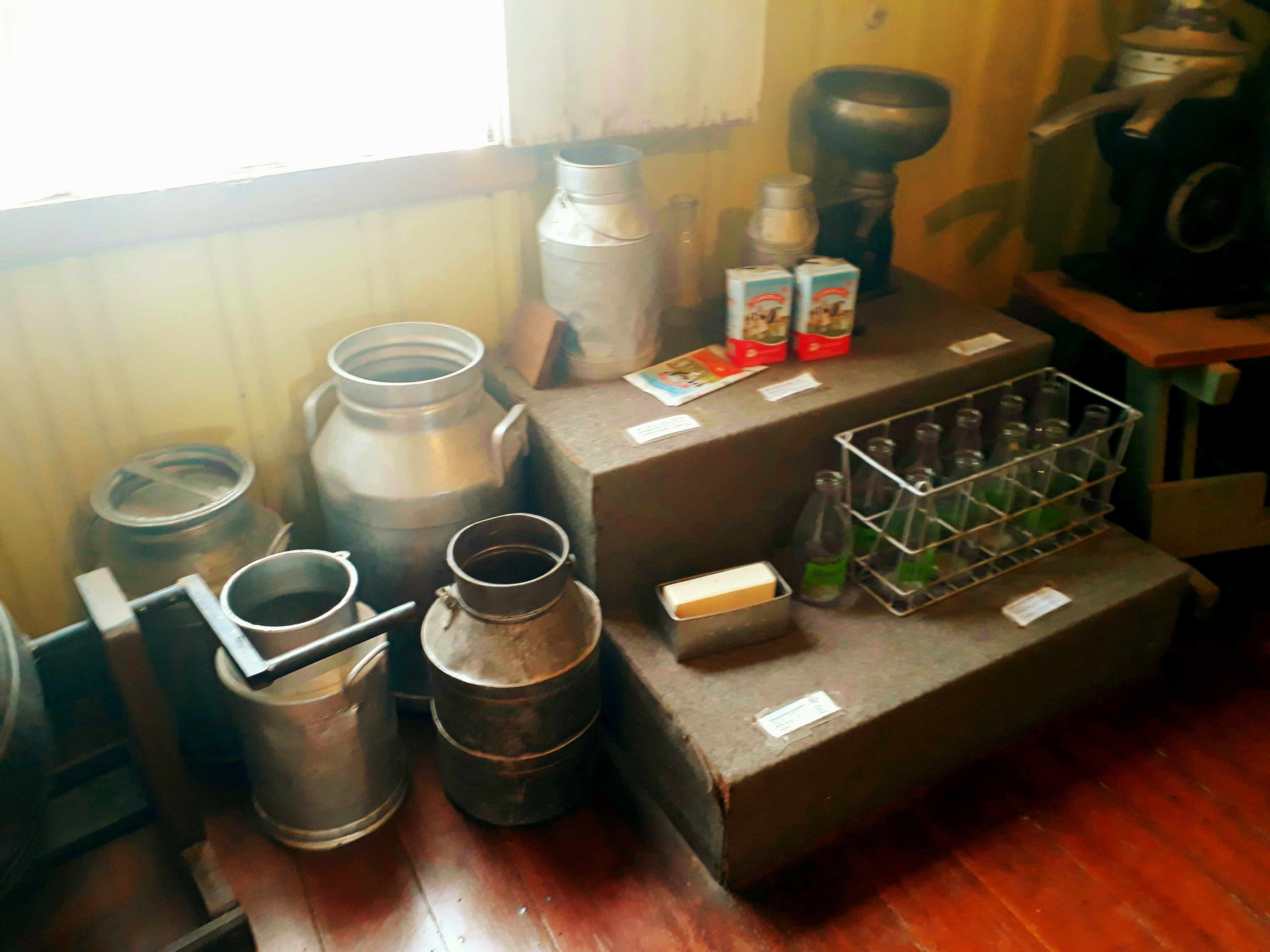
Interior do Museu Histórico de Witmarsum.
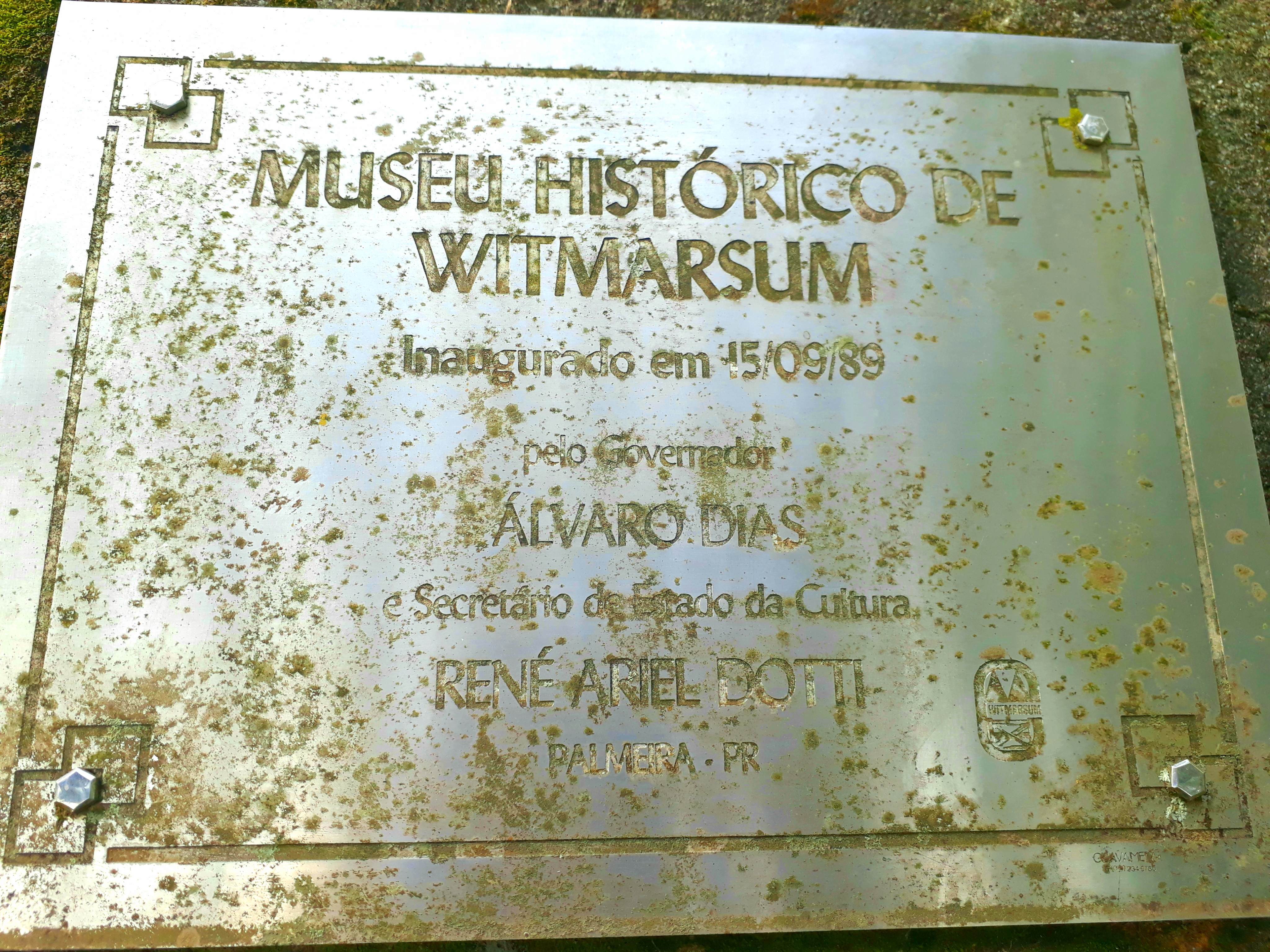
Placa do Museu Histórico de Witmarsum.